# خارش
خارِش یکی از شایع‌ترین مشکلات پوستی است که گاهی آن قدر شدید می‌شود که خواب و آرامش را از فرد می‌گیرد. شدت خارش گاهی به حدی است که بیمار با خاراندن‌های مکرر، بدن خود را زخمی می‌کند. مهم‌ترین علت خارش حساسیت است.

## ویژگی‌ها
احساس خارش بافت عصبی ویژه‌ خود دارد. پیام‌های خارش بسیار کند منتقل می‌شوند. برای مقایسه، پیام‌های لمس با سرعت نزدیک به ۳۰۰ کیلومتر ‌بر ثانیه، درد ناگهانی (مانند سوختگی)‌ با سرعتی حدود ۱۳۰ کیلومتر در ساعت، و خارش با سرعتی حدود ۳ کیلومتر در ساعت منتقل می‌شود.
ما تقریبا روزی ۹۷ بار خودمان را می‌خارانیم. احساس خارش، مانند خمیازه کشیدن، مسری است. خارش مسری، بخش کوچکی از مغز به نام هسته سوپراکیاسماتیک (بخش قدامی هیپوتالاموس) را فعال می‌کند.
خاراندن، به دور کردن حشرات یا دفع اثر گیاهان سمی کمک می‌کند. همچنین باعث گشادی رگ‌های خونی و در نتیجه رسیدن بیشتر گلبول‌های سفید و پلاسمای خون برای از بین بردن اثرات سم می‌شود. به همین دلیل با خاراندن، پوست، سرخ و لکه‌لکه می‌شود. خاراندن باعث ترشح سروتونین در مغز و ایجاد حس سرخوشی می‌شود. هر چقدر فرد خود را بیشتر بخاراند احساس خارش بیشتر می‌شود. تا جاییکه باعث آسیب‌دیدگی پوست و ایجاد زخم و عفونت می‌شود. خارش مداوم و مزمن به اندازه درد مزمن ناتوان‌کننده است و می‌تواند به بیماری‌های گوناگونی مانند نارسایی‌های کبدی و لنفوم تبدیل شود.

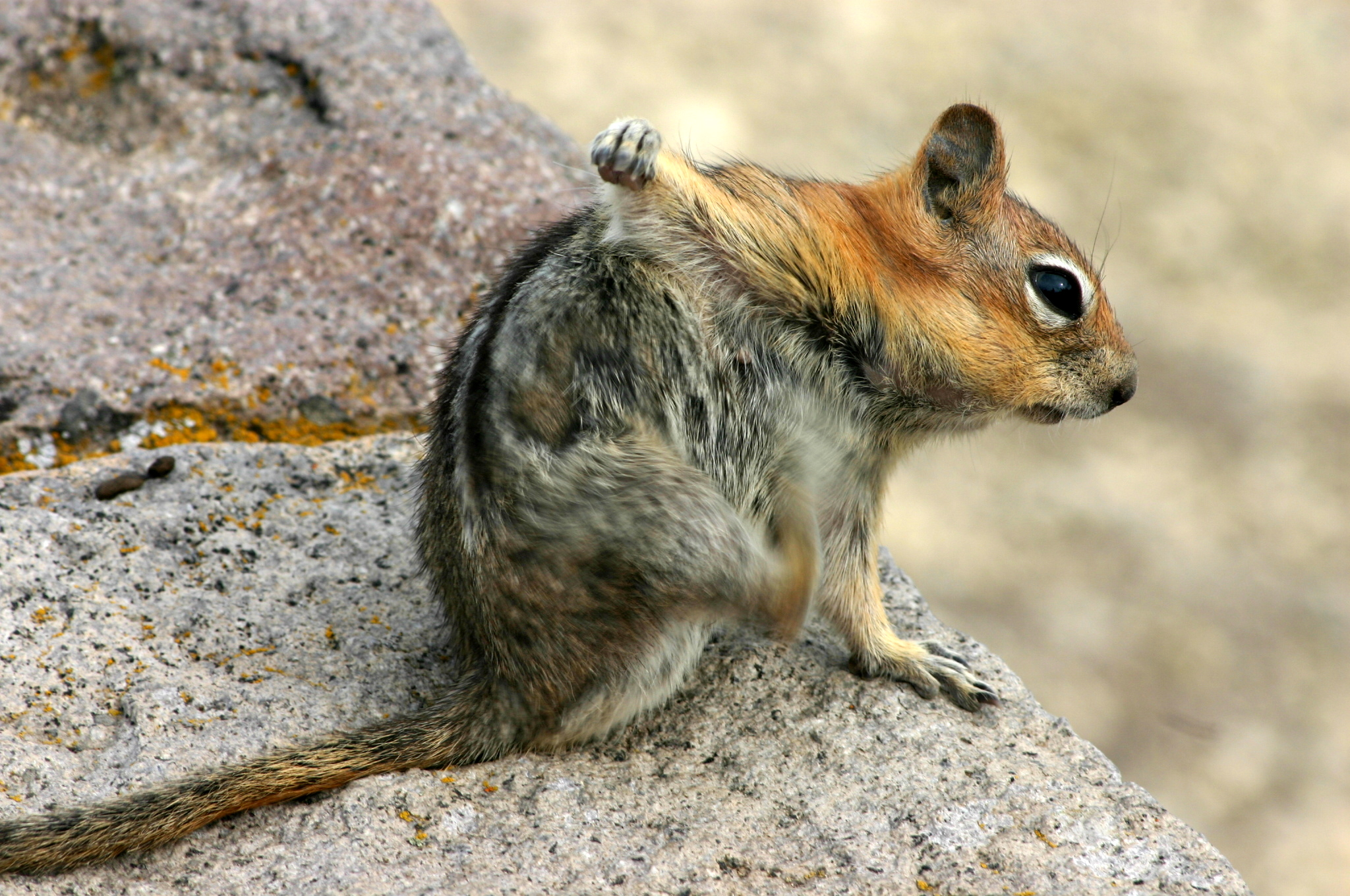
یک سمورچه در حال خاراندن پشت خود.

## علت
تماس با سمومی که حشرات و گیاهان آزاد می‌کنند می‌تواند باعث خارش شود. این مواد باعث آزاد شدن هیستامین‌ در بدن می‌شوند که نوعی واکنش ایمنی بدن است.
در برخی موارد خارش نشانگر حساسیت پوست به محیط یا مواد شوینده است. برای نمونه سدیم لوریل سولفات می‌تواند باعث خارش بعد از استحمام شود. برای فرونشاندن خارش باید محلی که خارش در آن حس می‌شود را خاراند یا با لمس‌های مکرر برطرف کرد یا در صورت خارش سمت چپ بدن، می‌توان در برابر آینه ایستاد و سمت راست و برعکس را خاراند. کریستف هلمشن برای این اکتشاف جایزه ایگ‌نوبل سال ۲۰۱۶ را دریافت نمود.

## درمان
در صورتی که خارش، ثانویه باشد توصیه می‌شود علت آن درمان شود. نمونه آن خارش ناشی از خشکی پوست مانند یا حساسیت یا بیماری‌هایی مانند اگزما، صدفک، جرب، شپش، و عفونت قارچی است. در سایر موارد می‌توان از آنتی‌هیستامین‌ها مانند هیدروکسی‌زین و ستیریزین استفاده کرد.